# A Man of Sentiment
Pour plus de détails, voir Fiche technique et Distribution.
A Man of Sentiment est un film américain réalisé par Richard Thorpe, sorti en 1933.

## Synopsis
Herman Heupelkossel, un agent hospitalier dans un hôpital de New York, est toujours plein d'empathie pour les patients. Un jour, une jeune femme est amenée inconsciente et pleine de sang, victime d'un conducteur en état d'ivresse, John Russell, âgé de 24 ans, qui veut être puni pour ce qu'il a fait. Herman voit que la jeune femme, Julia Wilkins, sera en fait remise en quelques jours et convainc John de cacher son ébriété, car ainsi il pourra aider Julia. Julia guérit et John et elle tombent amoureux. Il lui propose de l'épouser un soir en la raccompagnant chez elle.
Lorsque l'accident est arrivé, Julia allait en fait voir Stanley Colton, un riche playboy, pour accepter son offre de devenir sa maîtresse en échange d'un bel appartement, de leçons de musique et peut-être d'un voyage en Europe. Après divers quiproquos, Herman arrivera à faire se retrouver John et Julia...

## Fiche technique
- Titre original : A Man of Sentiment
- Réalisation : Richard Thorpe
- Scénario : Robert Ellis
- Direction artistique : Edward C. Jewell
- Photographie : M.A. Anderson
- Son : Pete Clark
- Production : George R. Batcheller
- Société de production : Chesterfield Motion Pictures Corporation
- Société de distribution : Chesterfield Motion Pictures Corporation
- Pays de production :  États-Unis
- Langue originale : anglais
- Format : noir et blanc — 35 mm — 1,37:1 — son Mono
- Genre : drame
- Durée : 62 minutes
- Dates de sortie :
  - États-Unis : 15 septembre 1933

## Distribution
- Marian Marsh : Julia Wilkins
- Owen Moore : Stanley Colton
- Christian Rub : Herman Heupelkossel
- William Bakewell : John Russell
- Emma Dunn : Mme Russell, la mère de John
- Edmund Breese : John Russell Sr.
- Geneva Mitchell : Doris Russell
- Pat O'Malley : Ryan
- Syd Saylor : Swede
- Lucille Ward : Mlle Tracy
- Cornelius Keefe : Dr Jordan
- Otto Hoffman : le propriétaire du logement
- Matt McHugh : Moran